# Sarcocornia mossambicensis
Sarcocornia mossambicensis är en amarantväxtart som beskrevs av John Patrick Micklethwait Brenan. Sarcocornia mossambicensis ingår i släktet Sarcocornia och familjen amarantväxter. Inga underarter finns listade i Catalogue of Life.